# 안성 칠장사 소조사천왕상
안성 칠장사 소조사천왕상(安城 七長寺 塑造四天王像)은 대한민국 경기도 안성시 죽산면, 칠장사에 있는 조선시대의 불상이다. 1983년 9월 19일 경기도의 유형문화재 제115호로 지정되었다.

## 개요
경기도 안성군 죽산면 칠장사(七長寺) 사천왕문의 좌우에 2구씩 모셔져 있다. 사천왕은 동서남북을 수호하는 불가의 신으로 본래는 인도의 민간신이었다고 한다. 부처님의 도량과 불법을 수호하는 일을 하며, 우리나라에서는 통일신라시대부터 유행하기 시작했다.
이 사천왕상은 진흙으로 만든 뒤 채색한 것으로, 악귀 위에 걸터 앉아 있다. 머리에는 화려한 관을 쓰고 있고 얼굴에는 짙은 눈썹, 부릅뜬 눈, 오똑한 코, 수염이 있는 입이 묘사되어 있다. 조선 후기 대부분의 사천왕상이 그러하듯 험상굿거나 무섭기보다는 해학적이고 친근함을 준다.
각기 창·칼·비파 등을 들고 있는데, 무기를 휘두르는 모습, 다리를 벌리고 앉은 모습 등은 당당하고 위엄에 찬 자세이다. 치밀한 무늬의 갑옷과 옷자락의 표현은 정교하며 원래의 상태를 잘 유지하고 있다.
천왕문이 세워진 영조 2년(1726)에 함께 만들어진 것으로 보이는데, 각 부분의 조각수법에서 조선 후기 사천왕상의 모습을 잘 보여준다.

## 참고 자료
- 칠장사소조사천왕상 - 국가유산청 국가유산포털
- 이 문서에는 문화재청에서 공공누리 제1유형으로 배포된 자료를 바탕으로 한 내용이 포함되어 있습니다.